# Fuldatal zwischen Rotenburg und Niederaula
Fuldatal zwischen Rotenburg und Niederaula este o arie protejată (arie de protecție specială avifaunistică — SPA) din Germania întinsă pe o suprafață de 1.713,24 ha, integral pe uscat.

## Localizare
Centrul sitului Fuldatal zwischen Rotenburg und Niederaula este situat la coordonatele 50°54′00″N 9°45′38″E / 50.9°N 9.7606°E.

## Înființare
Situl Fuldatal zwischen Rotenburg und Niederaula a fost declarat arie de protecție specială avifaunistică în noiembrie 2004 pentru a proteja 27 de specii de animale.

## Biodiversitate
Situată în ecoregiunea continentală, aria protejată nu include niciun habitat protejat.
La baza desemnării sitului se află mai multe specii protejate de  păsări (27): fluierar de munte (Actitis hypoleucos), pescăruș albastru (Alcedo atthis), rață sulițar (Anas acuta), rață lingurar (Anas clypeata), rață mică (Anas crecca crecca), rață fluierătoare (Anas penelope), rață cârâitoare (Anas querquedula), Anas strepera strepera, fâsă de luncă (Anthus pratensis), rață-cu-cap-castaniu (Aythya ferina), rața moțată (Aythya fuligula), Charadrius dubius curonicus, barză albă (Ciconia ciconia ciconia), erete de stuf (Circus aeruginosus), becațină comună (Gallinago gallinago), Mergus merganser merganser, gaia neagră (Milvus migrans), gaia roșie (Milvus milvus), pietrar sur (Oenanthe oenanthe), vultur pescar (Pandion haliaetus), cormoran mare (Phalacrocorax carbo carbo), Podiceps cristatus cristatus, mărăcinar (Saxicola rubetra), Tachybaptus ruficollis ruficollis, fluierar de mlaștină (Tringa glareola), fluierarul de zăvoi (Tringa ochropus), nagâț (Vanellus vanellus).